# 胡克鎮區 (內布拉斯加州迪克森縣)
胡克鎮區（英語：Hooker Township）是位於美國內布拉斯加州迪克森縣的一個行政鎮區。

## 地方資料
胡克鎮區的面積為136.83平方千米，當中陸地面積為131.27平方千米，而水域面積為5.56平方千米。根據2020年美國人口普查的數據，當地共有人口186人，而人口密度為每平方千米1.36人。